# Pecora (fiume)
La Pecora è un breve corso d'acqua della provincia di Grosseto che nasce dalle Colline Metallifere grossetane, poco a nord di Massa Marittima.

## Percorso
Il corso d'acqua scende a valle prima in direzione sud-ovest e, dopo una curva a sinistra, verso sud dove forma l'omonima piana tra Follonica, Gavorrano e Scarlino (la più settentrionale della Maremma grossetana).
Il fiume sfocia all'interno del padule di Scarlino, per poi far defluire le sue acque nel mar Tirreno, presso la località del Puntone di Scarlino nel golfo di Follonica, grazie a una serie di canali artificiali.
Dal 1902 al 1944 un ponte a travata metallica con luce da 28 metri sul Pecora consentiva il passaggio della ferrovia Massa Marittima-Follonica, un'infrastruttura nata quale ferrovia mineraria; l'opera venne demolita per cause belliche.

## Fauna ittica
È popolato da molte specie ittiche, in particolare da cavedani, carpe, barbi, anguille, lucci (più comuni nella piana vicino alla foce), scardole e persici sole.

## Portata e problemi
Come molti fiumi della Maremma, il flusso e la portata d'acqua sono suscettibili di cambiamenti stagionali molto importanti che mettono a repentaglio la sopravvivenza della fauna presente. Inoltre, la continua corsa a voler ripristinare le sponde artificiali e l'omogeneità del fondo da parte degli organi di bonifica ha definitivamente minato la possibilità del perpetuamento delle specie ittiche menzionate.
Nel corso del 2019 il Comune di Gavorrano, in qualità di capofila del progetto, ha richiesto e ottenuto un finanziamento dalla Regione Toscana per avviare un processo finalizzato alla costituzione del Contratto di Fiume per la Bassa Val di Pecora in Provincia di Grosseto.  Al progetto hanno aderito, oltre il Comune di Gavorrano, il Comune di Scarlino, il Comune di Follonica, il Comune di Massa il Parco Nazionale delle Colline Metallifere ( Parco tecnologico e archeologico delle Colline Metallifere grossetane ), il Consorzio di Bonifica 5  Toscana Costa, la Venator Italy, il Centro Italiano per la Riqualificazione Fluviale (CIRF), l'Associazione Circolo Festambiente di Legambiente, l'Associazione Asini Amo, l'ASD Amici delle 2 ruote di Gavorrano. 
Il progetto (il cui termine è prevsito nel 2022) prevede, attraverso vari step, l'organizzazione di un percorso partecipato e la definizione di un programma di azione e di monitoraggio, di arrivare a sottoscrivere un Contratto di Fiume del Fiume Pecora.
Qui maggiori informazioni: 
https://partecipa.toscana.it/web/contratto-di-fiume-per-la-bassa-val-di-pecora